# Рожнецкий, Габриэль
Габриэль Рожнецкий (пол. Gabriel Rożniecki; 1818 — 7 сентября 1887, Варшава) — польский дирижёр, композитор и музыкальный педагог. Сын генерала Александра Рожнецкого.
Получил музыкальное образование во Франции. В 1847 г. поступил в Иностранный легион, служил в Алжире. В 1848 г. присоединился к так называемому Легиону Мицкевича — польскому отряду, созданному Адамом Мицкевичем для помощи Джузеппе Гарибальди в освобождении Италии. Некоторое время провёл в Италии, сперва как повстанец, потом как руководитель церковного хора, выступал как певец. В римский период подружился с Циприаном Норвидом.
В 1858 г. вернулся в Польшу. Преподавал в варшавском Институте музыки. На рубеже 1850-60-х гг. стал одним из ведущих дирижёров Варшавы, специализируясь на балетных постановках. Способствовал обновлению местного балетного репертуара. Сочинил балет «Девы озера» (пол. Dziewice jeziora), поставленный Романом Турчиновичем специально для представления в честь приезда в Варшаву Александра II 22 октября 1860 года, а также оперу «Военный крест» (пол. Krzyż wojskowy; 1859), музыку к театральным постановкам. В 1864 г. женился на балерине Марии Фрейтаг, дочь Юзефа Рожнецкая (1867—1931) стала актрисой и певицей.
Выйдя в отставку, организовал в Варшаве прачечную с использованием новейших химических технологий. В 1884 г. отказался от предложения возглавить оркестр Львовской оперетты.